# کای گنوتسمن
کای گنوتسمن (دانمارکی: Kaj Gnudtzmann; ۱ مهٔ ۱۸۸۰ – ۲۲ سپتامبر ۱۹۴۸) ژیمناست هنری اهل دانمارک بود.